# Питерс, Джин
Элизабет Джин Питерс (англ. Elizabeth Jean Peters; 15 октября 1926 — 13 октября 2000) — американская актриса.

## Биография
Элизабет Джин Питерс родилась в городке Кантоне в штате Огайо 15 октября 1926 года в семье Джеральда и Элизабет Питерс. Своё детство она провела в Кантоне, где окончила Высшую школу, а затем обучалась в Мичиганском университете и Университете штата Огайо. Осенью 1945 года, будучи ещё студенткой университета, Питерс стала победительницей конкурса «Мисс Огайо». Главным призом стали пробы на голливудской студии «20th Century Fox», куда её сопровождал фотограф Пол Робинсон, занимавшийся её поддержкой на конкурсе. После удачных проб и опять же с помощью Робинсона, Питерс заключила с «20th Century Fox» контракт на съёмки в кино.
Её кинодебют состоялся в 1947 году в картине «Капитан из Кастильи» с Тайроном Пауэром, где Питерс на главной роли заменила актрису Линду Дарнелл, которую перебросили на съёмки в фильм «Амбер навсегда». Фильм стал крупным хитом и это способствовало дальнейшему становлению кинокарьеры Питерс.
В 1953 году режиссёр Сэмюэл Фуллер пригласил Питерс на роль Кэнди в свой фильм «Происшествие на Саут-стрит», отказав при этом в главной роли таким голливудским звёздам как Мэрилин Монро, Ава Гарднер и Шелли Уинтерс, посчитав их, в отличие от Джин Питерс, слишком гламурными. В том же году Питерс снялась вместе с Монро в красочном фильме-нуар «Ниагара». Её карьера в кино продлилась ещё пару лет, за которые актриса снялась в фильмах «Проект убийства» (1953), «Три монеты в фонтане» (1954), «Апач» (1954), «Сломанное копьё» (1954) и «Человек по имени Питер» (1955).
В 1957 году, после развода с первым мужем, нефтяником Стюартом Крамером, Питерс вышла замуж за знаменитого и эксцентричного предпринимателя-миллионера Говарда Хьюза, незадолго до того, как он выпал из поля зрения общественности и стал затворником. После нескольких лет счастливой жизни Питерс и Хьюз разъехались, а в 1971 году официально оформили развод. Джин Питерс согласилась на пожизненные алименты в размере 70 000 долларов в год с поправкой на инфляцию, при этом отказавшись от всех претензий на имущество бывшего супруга. В том же году актриса вышла замуж за продюсера студии «20th Century Fox» Стэнли Хафа, с которым была в браке до его смерти в 1990 году.
Свои последние появления перед зрителями в качестве актрисы Питерс исполнила на телевидении, где в 1970—1980 годах снялась в нескольких сериалах и телефильмах.
Джин Питерс умерла от лейкемии 13 октября 2000 года в калифорнийском городе Карлсбад, за два дня до своего 74-го дня рождения.

## Фильмография
| Год  |    | Русское название              | Оригинальное название             | Роль                   |
| ---- | -- | ----------------------------- | --------------------------------- | ---------------------- |
| 1947 | ф  | Капитан из Кастильи           | Captain from Castile              | Катана Перес           |
| 1948 | ф  | Глубокие воды                 | Deep Waters                       | Энн Фриман             |
| 1949 | ф  | Это случается каждой весною   | It Happens Every Spring           | Дебора Гринлиф         |
| 1950 | ф  | —                             | Love That Brute                   | Рут Мэннинг            |
| 1951 | ф  | Моложе себя и не почувствуешь | As Young as You Feel              | Элис Ходжес            |
| 1951 | ф  | Позаботьтесь о моей малышке   | Take Care of My Little Girl       | Даллас Пруитт          |
| 1951 | ф  | Анна — королева пиратов       | Anne of the Indies                | капитан Анна Провиденс |
| 1952 | ф  | Вива, Сапата!                 | Viva Zapata!                      | Хосефа Сапата          |
| 1952 | ф  | —                             | Wait Till the Sun Shines, Nellie  | Нелли Хелпер           |
| 1952 | ф  | Пленники болот                | Lure of the Wilderness            | Лори Харпер            |
| 1952 | ф  | Вождь краснокожих и другие…   | O. Henry’s Full House             | Сьюзан Гудвин          |
| 1953 | ф  | Ниагара                       | Niagara                           | Полли Катлер           |
| 1953 | ф  | Происшествие на Саут-стрит    | Pickup on South Street            | Кэнди                  |
| 1953 | ф  | Проект убийства               | A Blueprint for Murder            | Линн Кэмерон           |
| 1953 | ф  | Викки                         | Vicki                             | Викки Линн             |
| 1954 | ф  | Три монеты в фонтане          | Three Coins in the Fountain       | Анита Хитчинс          |
| 1954 | ф  | Апач                          | Apache                            | Налинле                |
| 1954 | ф  | Сломанное копьё               | Broken Lance                      | Барбара                |
| 1955 | ф  | Человек по имени Питер        | A Man Called Peter                | Кэтрин Вуд Маршалл     |
| 1973 | тф | Уайнсбург, Огайо              | Winesburg, Ohio                   | Элизабет Уиллард       |
| 1976 | с  | Менялы                        | Arthur Hailey’s the Moneychangers | Беатрис Хейуорд        |
| 1981 | тф | Пётр и Павел                  | Peter and Paul                    | Присцилла              |
| 1988 | с  | Она написала убийство         | Murder, She Wrote                 | Шивон О’Ди             |